# 莫斯科夫斯基
莫斯科夫斯基 （俄语：Моско́вский）是俄羅斯莫斯科市的一個城市，位於該市西南約25公里處。2005年估計人口15,400人。
1968年建立，2004年建市，2012年划归莫斯科市。